# Parachmidia fervidalis
Parachmidia fervidalis är en fjärilsart som beskrevs av Walker 1865. Parachmidia fervidalis ingår i släktet Parachmidia och familjen mott. Inga underarter finns listade i Catalogue of Life.